# Sebastián Fernández Reyes
Sebastián Fernández Reyes, més conegut com a Basti (Màlaga, 21 de juny de 1974) és un exfutbolista andalús, que ocupava la posició de davanter.

## Trajectòria
Format al planter de l'antic CD Málaga, va arribar a debutar amb el quadre andalús a la Segona Divisió, la campanya 91/92, marcant fins i tot un gol. Després del descens administratiu i la refundació en Màlaga CF, Basti va ser una de les peces clau que van retornar a l'equip a l'elit del futbol estatal espanyol, retornant a la categoria d'argent el 1998 i un any després a primera divisió.
Però, tot i la destacada aportació del davanter en Tercera i Segona B, deixa de comptar per als tècnics del Málaga una vegada arriben a categories superiors, i de fet, tan sols juga 8 partits en any i mig a Primera, amb una cessió a l'Albacete Balompié inclosa (1999).
L'estiu del 2001 retorna a l'Albacete. Al quadre manxec recupera la titularitat, però la seua trajectòria va de més a menys, fins només aparèixer 14 partits (la majoria suplent) la temporada 03/04, amb l'Albacete de nou a la màxima categoria. Posteriorment passaria sense massa èxit pel Xerez CD, AD Ceuta i de nou l'Albacete.
La temporada 06/07 recala al modest CD San Fernando i any després s'incorpora al CD El Palo.